# Franches-Montagnes (högplatå)
Franches-Montagnes är en bergskedja i Schweiz.   Den ligger i kantonen Bern, i den västra delen av landet, 40 km nordväst om huvudstaden Bern.
I omgivningarna runt Franches-Montagnes växer i huvudsak blandskog. Runt Franches-Montagnes är det ganska glesbefolkat, med 39 invånare per kvadratkilometer.